# A Christmas Carol (film 2009)
A Christmas Carol è un film d'animazione del 2009 scritto e diretto da Robert Zemeckis, adattamento cinematografico del racconto Canto di Natale di Charles Dickens. È stato prodotto da ImageMovers Digital e da Walt Disney Pictures e realizzato in CGI utilizzando la tecnica della performance capture.

## Trama
Londra, vigilia di Natale del 1843. Ebenezer Scrooge, un usuraio solitario, avido e spilorcio, non condivide l'allegria del Natale. Alla vigilia di Natale rifiuta l'invito di suo nipote Fred a una cena di Natale e licenzia due gentiluomini che raccolgono soldi per beneficenza. Il suo fedele e sottopagato dipendente, Bob Cratchit, chiede di prendersi una pausa per il giorno di Natale, cosa che Scrooge accetta con riluttanza. Quella notte, Scrooge incontra il fantasma incatenato del suo defunto socio in affari Jacob Marley nelle sue camere da letto. Marley avverte Scrooge di cambiare i suoi modi malvagi o di essere condannato a soffrire nell'aldilà, e che tre spiriti lo visiteranno nel corso di tre notti.
All'una Scrooge riceve la visita dello Spirito del Natale Passato simile a una candela, che gli mostra visioni della sua infanzia e della prima vita adulta. Visitano i suoi giorni solitari in collegio, la sua relazione con la sorella minore Fan, e poi il suo periodo come apprendista per Nigel Fezziwig. Scrooge incontra una giovane donna di nome Belle, della quale si innamora ma di cui perde l'affetto e il rispetto perché preferisce i soldi a lei. Vedendo questo, uno Scrooge devastato spegne lo Spirito con il suo stoppino e viene riportato a casa sua.
Scrooge incontra poi l'allegro Spirito del Natale Presente, che gli mostra le gioie e le meraviglie del Natale. Scrooge e lo Spirito visitano la casa di Bob Cratchit e scoprono che la sua famiglia è contenta del poco che hanno. Scrooge ha anche pietà del figlio malato di Bob, Tim, ma viene informato dallo Spirito che se le cose continuano così Tim morirà presto. Lo Spirito e Scrooge visitano quindi la casa di Fred, dove Fred insiste affinché i suoi ospiti brindino a Scrooge nonostante la sua avarizia e la cattiva volontà generale verso tutti. Lo Spirito morente mostra a Scrooge due bambini orribili ed emaciati che rappresentano l'ignoranza e la miseria, avvertendolo di guardarsi da entrambi. Scrooge incontra lo Spirito del Natale Futuro, che lo porta nel futuro dove una morte recente non suscita simpatia da parte degli abitanti di Londra e i beni rubati del defunto vengono venduti a un ricettatore locale chiamato Vecchio Joe. Lo Spirito in seguito mostra a Scrooge la casa dei Cratchit, dove trovano Bob e la sua famiglia in lutto per Tim. Dopodiché viene condotto in un cimitero, dove lo Spirito indica la lapide trascurata dell'uomo non amato, che porta il nome stesso di Scrooge. Giurando disperatamente di cambiare strada mentre viene costretto in una bara sopra l'Inferno, Scrooge si ritrova nella sua camera da letto, dove scopre che è il giorno di Natale. Pieno di gioia, Scrooge inizia a diffondere felicità e gioia in giro per Londra, consegnando un tacchino alla famiglia di Bob, accettando di donare una cospicua somma di denaro all'ente di beneficenza dei gentiluomini e riconciliandosi con Fred mentre festeggiano il Natale insieme.
Il giorno successivo, Scrooge dice a Bob che aumenterà il suo stipendio e garantirà il suo sostegno ai Cratchit. Bob in seguito rivela che Scrooge fece molto di più di quanto promesso: divenne un uomo buono, gentile, altruista e molto amato da tutti; venendo considerato l'incarnazione del Natale e un "secondo padre" per Tim, scampato alla morte grazie alla nuova generosità di Scrooge...

## Produzione
Zemeckis ha più volte ribadito che Canto di Natale è una delle sue storie preferite soprattutto in tema di viaggi temporali. Per questa pellicola ha deciso di riutilizzare la tecnica denominata motion capture già mostrata in Polar Express e La leggenda di Beowulf. Il film è stato prodotto con un budget di circa 200 milioni di dollari.
Durante l'estate del 2009 è stato pubblicato ufficialmente il trailer e alcune immagini (tra cui la locandina) della pellicola.

## Musiche
La colonna sonora è affidata ad Alan Silvestri e la canzone principale del film è Dio ci benedirà, cantata da Andrea Bocelli.

## Distribuzione
Il film è uscito nelle sale cinematografiche statunitensi il 6 novembre 2009, mentre in Italia il 3 dicembre dello stesso anno. La pellicola era adatta alla proiezione anche sul gigantesco schermo IMAX.

## Accoglienza

### Incassi
Il film, prodotto dalla Walt Disney Pictures e realizzato con la tecnica 3D, ha riscosso un buon successo a livello mondiale incassando 323743744 $ con un budget utilizzato di $190 milioni. In Italia ha incassato 16962595 €.